# قرو (بعدان)

تعديل مصدري - تعديل

قرو محلة تابعة لقرية دار الحرف، التابعة لعزلة المنار بمديرية بعدان إحدى مديريات محافظة إب في الجمهورية اليمنية، بلغ تعداد سكانها 153 حسب تعداد اليمن لعام 2004.